# Universitäts-Sternwarte Innsbruck
Die Universitäts-Sternwarte Innsbruck ist die Sternwarte des Instituts für Astro- und Teilchenphysik der Universität Innsbruck. Die Einrichtung trägt den internationalen IAU-Code 041.

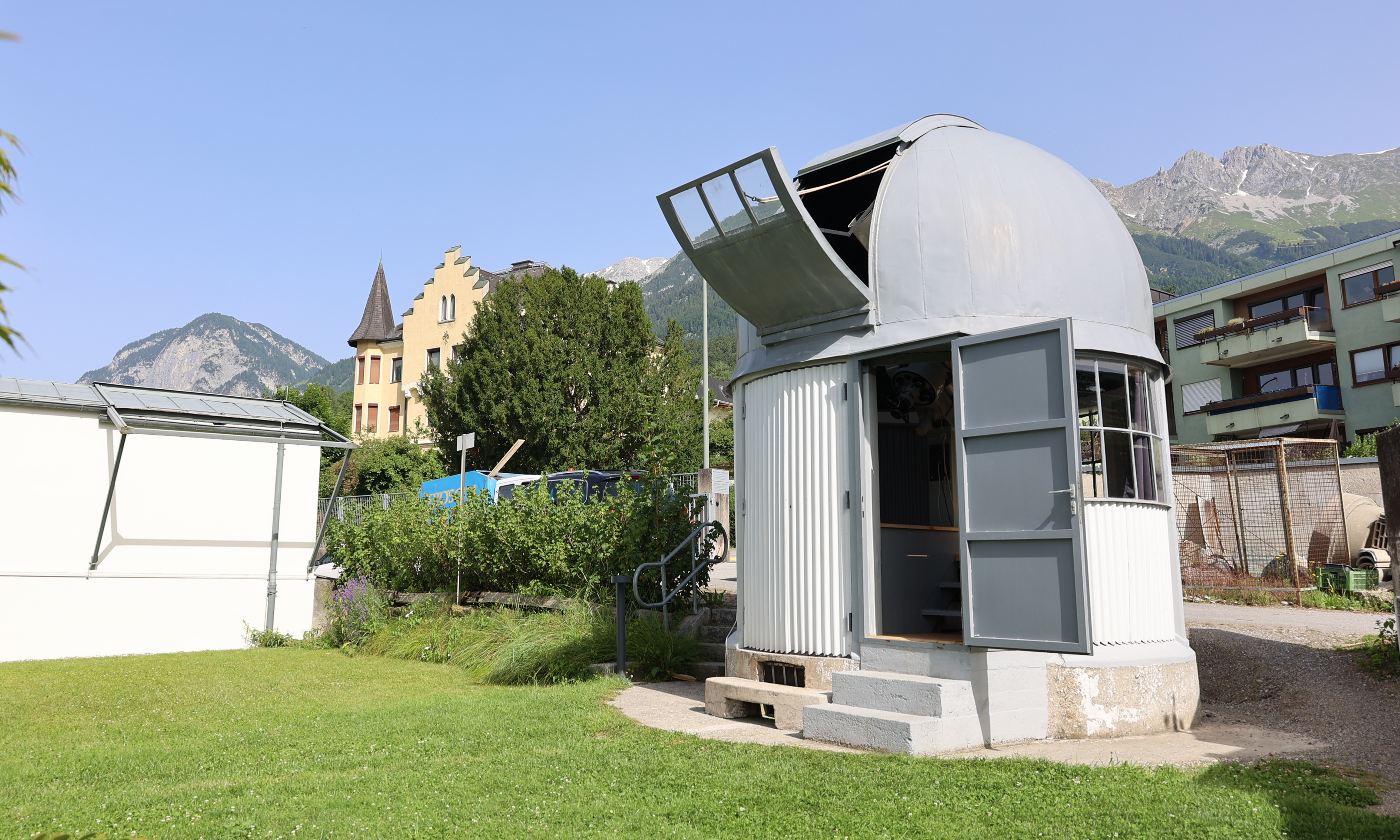
2024 renovierte Coudé-Kuppel der Historischen Sternwarte am Areal des Botanischen Gartens in Hötting.

## Historische Universitätssternwarte Hötting

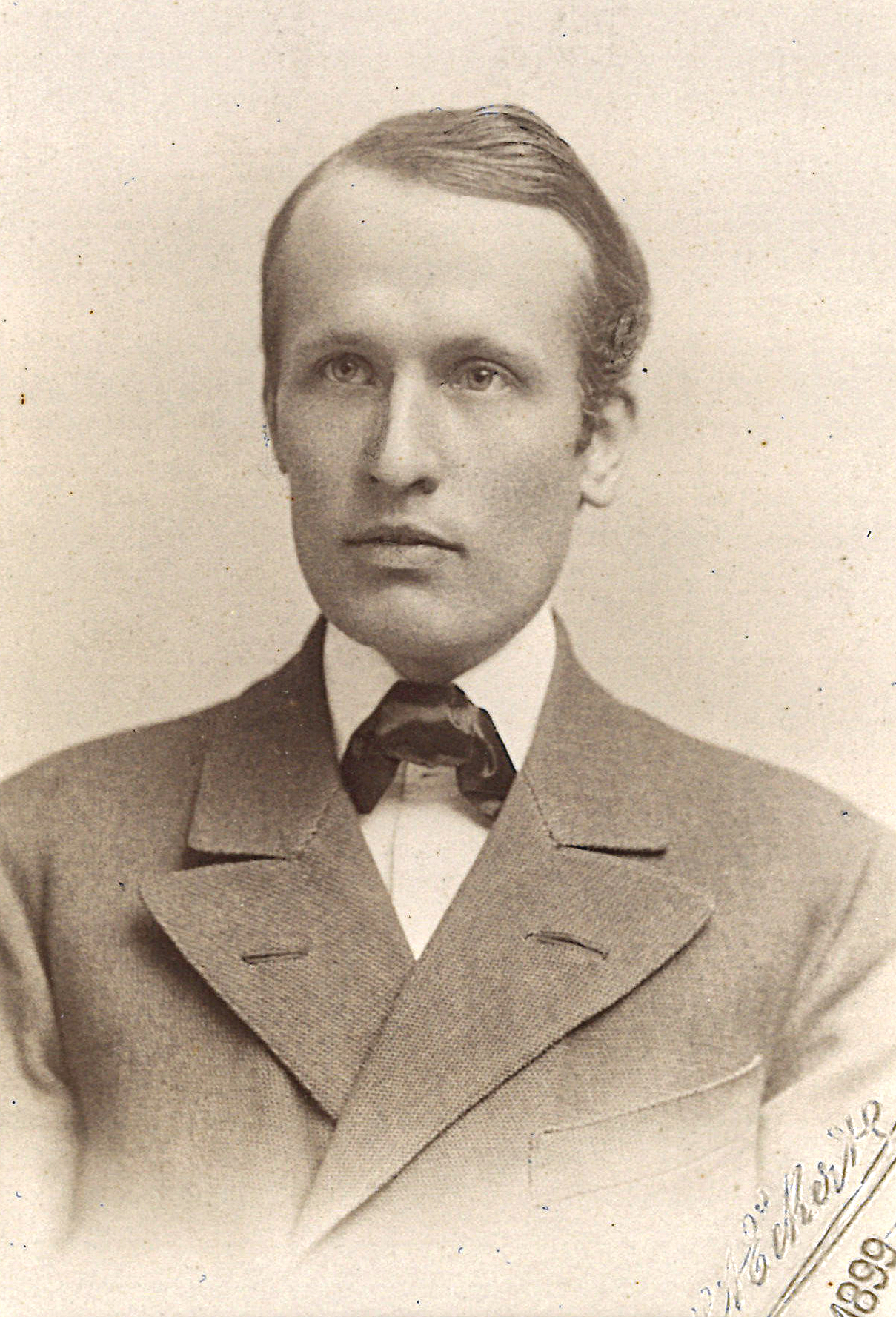
Egon von Oppolzer ließ die Universitäts-Sternwarte in Hötting errichten.

Die historische Universitätssternwarte, auch Oppolzersche Sternwarte genannt, wurde 1904 gegründet und befindet sich im heutigen Botanischen Garten (47° 16′ 5,8″ N, 11° 22′ 50″ O).

### Geschichte
Die Universität Innsbruck hatte zwar seit der Berufung Eduard von Haerdtls 1892 einen Lehrstuhl für Astronomie, aber keine Sternwarte. Egon von Oppolzer, der 1902 als außerordentlicher Professor nach Innsbruck berufen worden war, begann daher 1904 mit dem Bau einer Sternwarte nach eigenen Plänen in der Nähe seiner Villa in Hötting. Diese finanzierte er aus eigener Tasche, insbesondere mit dem Verkauf seiner wertvollen Gemäldesammlung. Lediglich das 40-cm-Spiegelteleskop wurde von der Kaiserlichen Akademie der Wissenschaften finanziert.
Oppolzer starb 1907 mit 38 Jahren noch vor der Vollendung seines Werkes. Nach seinem Tod erwarb der Staat nach langwierigen Verhandlungen die Sternwarte um 50.000 Kronen und gliederte sie 1909 der Universität an. Danach wurde die Sternwarte bis in die 1950er-Jahre für Lehre und Forschung von Studierenden und Lehrenden der Universität Innsbruck genutzt. Gebäude und Ausstattung blieben wegen mangelnder Mittel weitgehend unverändert. Die Originalinstrumente wurden nicht durch modernere Geräte ersetzt. Bauliche Veränderungen wurden keine durchgeführt.

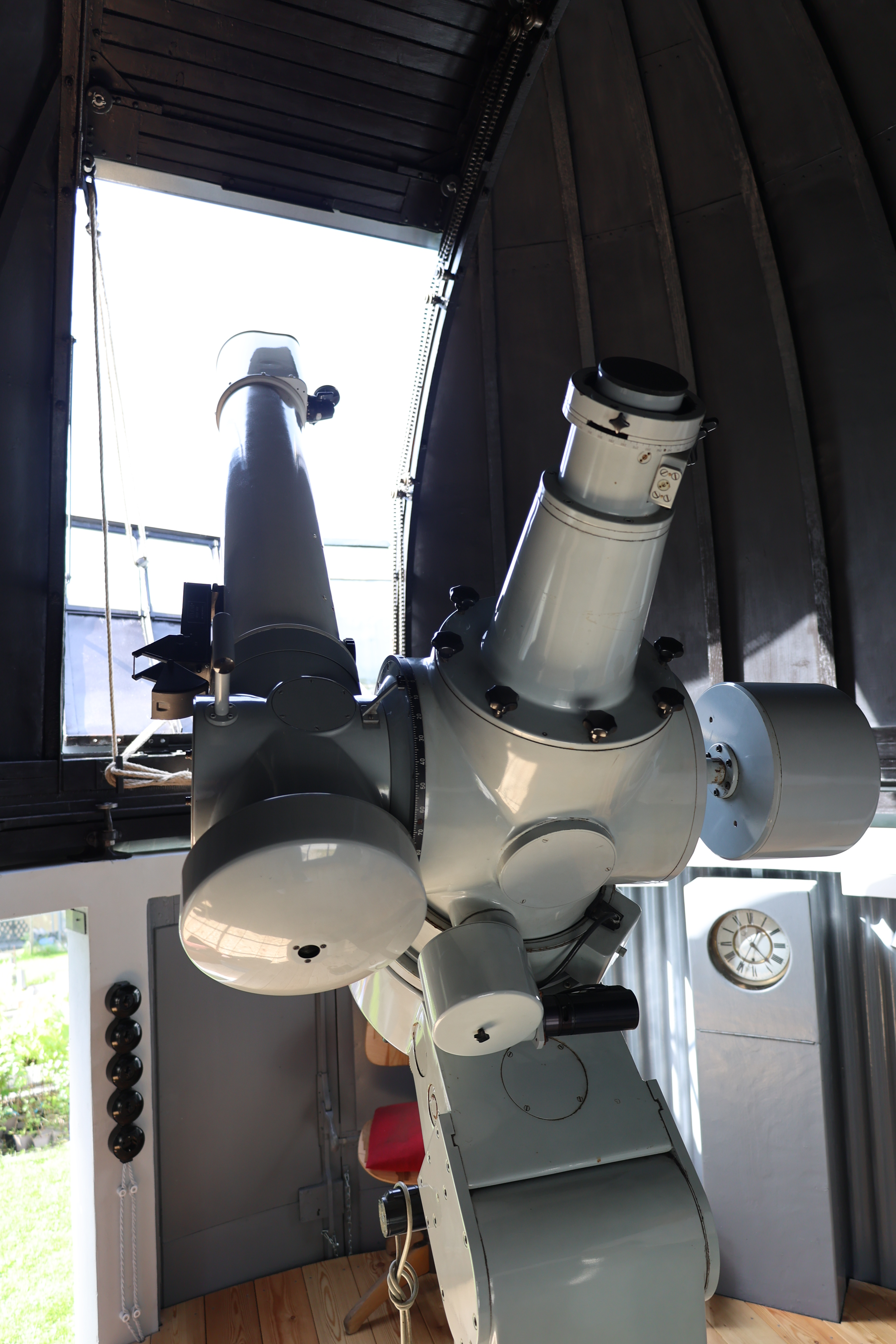
Ein Zeiss-Coudé-Linsenteleskop befindet sich in der freistehenden, 2024 renovierten Kuppel.

Die Sternwarte bildete die Grundlage für das spätere Institut für Astronomie, das heutige Institut für Astro- und Teilchenphysik im Viktor-Franz-Hess-Haus am Campus Technik in Hötting-West. Auf dem mit erworbenen Gelände um die Sternwarte wurde der neue Botanische Garten der Universität Innsbruck angelegt.

### Ausstattung
Die zweistöckige Sternwarte besteht aus einem Meridianraum und einer im Osten angebauten Kuppel. Um einen raschen Temperaturausgleich zu ermöglichen, wurde sie in einer leichten Bauweise aus Eisenbeton, Wellblech und Glas errichtet. Oppolzers Arbeitsräume und seine umfangreiche Privatbibliothek befanden sich in seiner Villa.

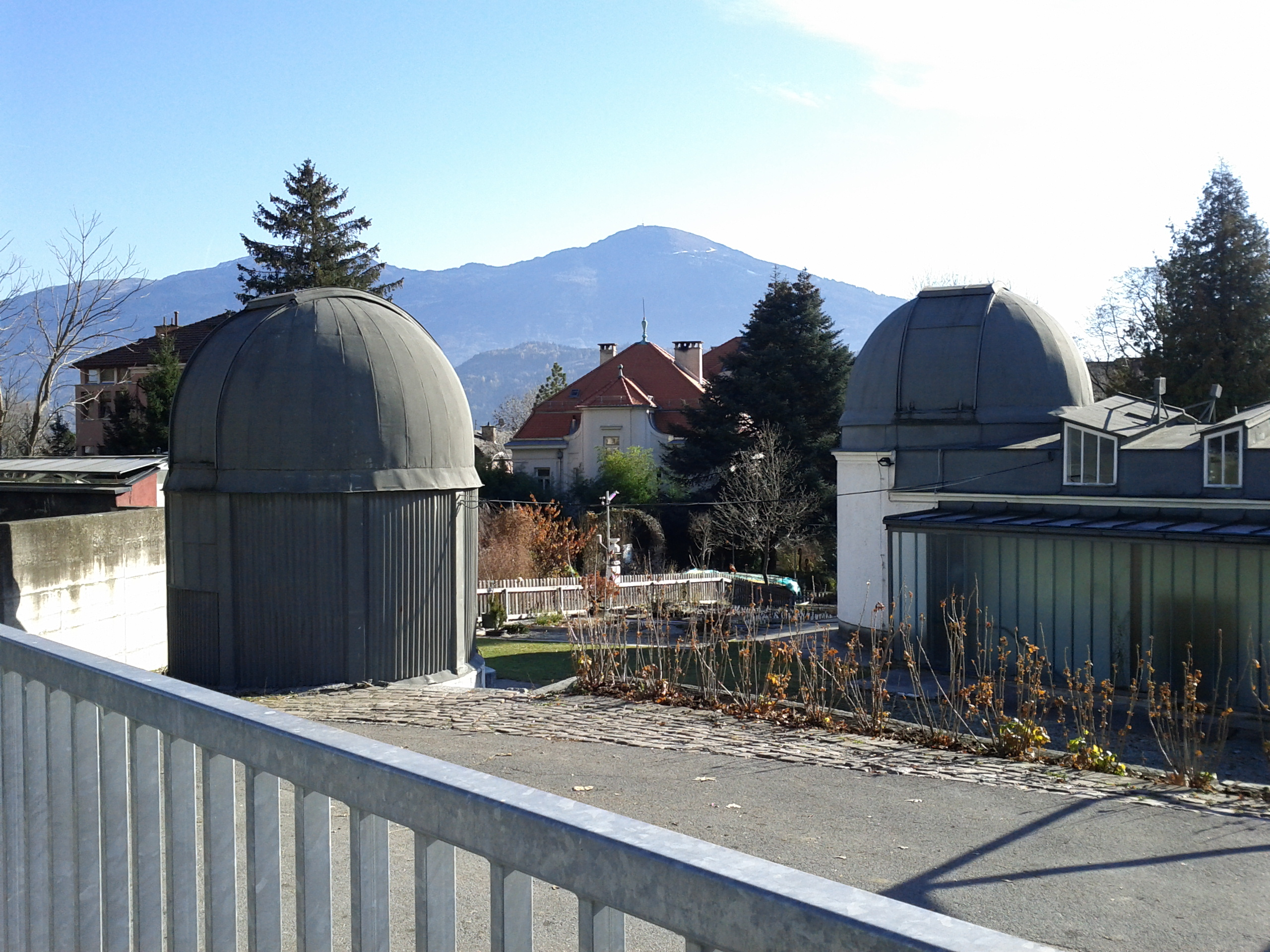
Die historische Sternwarte im Botanischen Garten in Hötting: Hauptgebäude (rechts) und Kuppel mit 15-cm-Coudé-Refraktor (links).

Das Hauptinstrument war ein Zenitteleskop zur Beobachtung der Polhöhenschwankung, das von Gustav Heyde in Dresden nach Oppolzers Entwurf gebaut wurde. In der Kuppel befindet sich ein Zeiss-Spiegelteleskop mit 40 cm Durchmesser aus dem Jahr 1905, nach dem Geldgeber auch „Akademie-Reflektor“ genannt, das ursprünglich der Sternspektroskopie dienen sollte. Zur ursprünglichen Ausstattung gehören auch ein Meridiankreis und ein Blinkkomparator von Zeiss. Die historischen Instrumente sind zum Großteil erhalten, die Sternwarte steht heute unter Denkmalschutz.
Bis nach dem Zweiten Weltkrieg blieben Bau und Ausstattung der Sternwarte unverändert. 1953 und 1968/69 wurde sie unter Viktor Oberguggenberger und Josef Fuchs ausgebaut und erhielt unter anderem eine Dunkelkammer, einen Seminarraum und eine kleine Werkstatt. Nördlich der historischen Sternwarte steht eine ebenfalls 1904 erbaute freistehende Kuppel. 1973 wurde das alte Fernrohr durch einen von Zeiss gebauten Coudé-Refraktor mit einer Öffnung von 15 cm ersetzt. Noch heute wird dieses für Lehrveranstaltungen und Öffentlichkeitsarbeit genutzt.
| Spiegelteleskop (40 cm) | Universalinstrumente | Blinkkomparator | Meridiankreis | Zenitteleskop | Coudé-Linsenteleskop | Steinheilrefraktor |
| ----------------------- | -------------------- | --------------- | ------------- | ------------- | -------------------- | ------------------ |
|                         |                      |                 |               |               |                      |                    |

### Renovierung
2014 wurde das Hauptgebäude des Observatoriums im Botanischen Garten umfassend renoviert und als „Museum Historische Sternwarte“ eröffnet.
2024 wurde die freistehende Coudé-Kuppel im Garten in enger Abstimmung mit der Bundesimmobiliengesellschaft (BIG) und dem Bundesdenkmalamt renoviert. Die Finanzierung der Renovierung der Coudé-Kuppel erfolgte durch Mittel der Bundesimmobiliengesellschaft (BIG) und der Universität Innsbruck.

## Neue Universitätssternwarte am Campus Technik

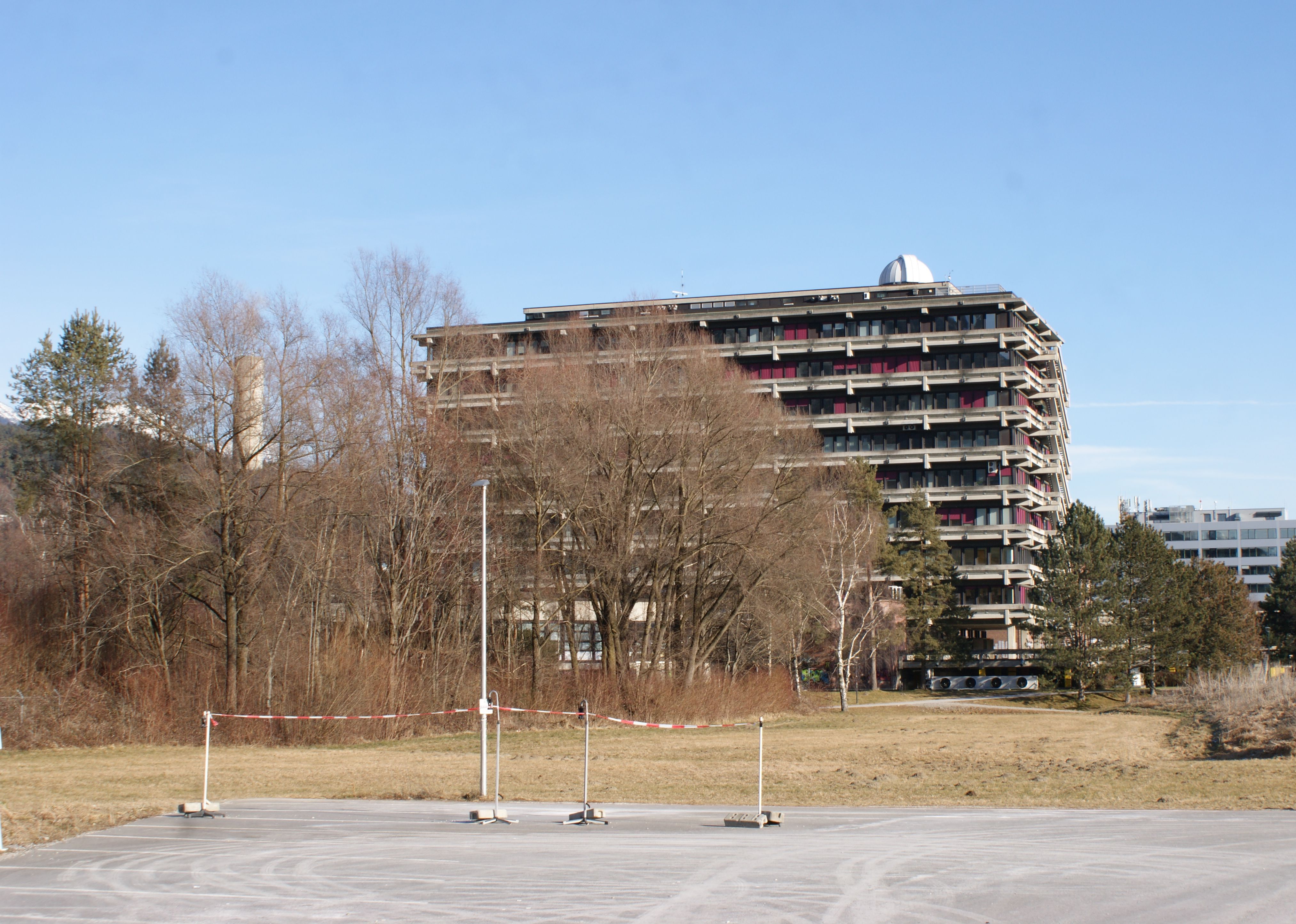
Am Dach des Viktor-Franz-Hess-Hauses am Campus Technik ist die Kuppel der neuen Sternwarte der Universität Innsbruck angebracht.

Die neue Universitätssternwarte befindet sich auf dem Dach des Viktor-Franz-Hess-Hauses, welches das Institut für Astro- und Teilchenphysik neben anderen naturwissenschaftlichen Instituten beherbergt, auf dem Campus Technik in Hötting-West (47° 15′ 50,9″ N, 11° 20′ 34″ O).
Bereits beim Bau des 1986 fertiggestellten Gebäudes wurde auf dem Dach eine Kuppel errichtet, in der 1996 ein Ritchey-Chrétien-Spiegelteleskop mit einem Durchmesser von 60 cm aufgestellt wurde. Seit 1999 ist es in Vollbetrieb und dient neben der Ausbildung von Studierenden auch der Forschung, insbesondere an veränderlichen Sternen. So wurde hier im Februar 2002 der zweite Ausbruch des rätselhaften Objekts V838 Mon entdeckt.